# IC 2086
IC 2086 هو اصطدام مجري، يقع في كوكبة أبو سيف (كوكبة).

## روابط خارجية
- IC 2086 على موقع ويكي سكاي: DSS2, SDSS, GALEX, IRAS, Hydrogen α, X-Ray, Astrophoto, Sky Map, Articles and images